# Prionus potaninei
Prionus potaninei là một loài bọ cánh cứng trong họ Cerambycidae.